# .cf
cf. هو امتداد خاص للنطاقات التي تنتمي شمال أفريقيا و جمهورية أفريقيا الوسطى.